# 헨셸

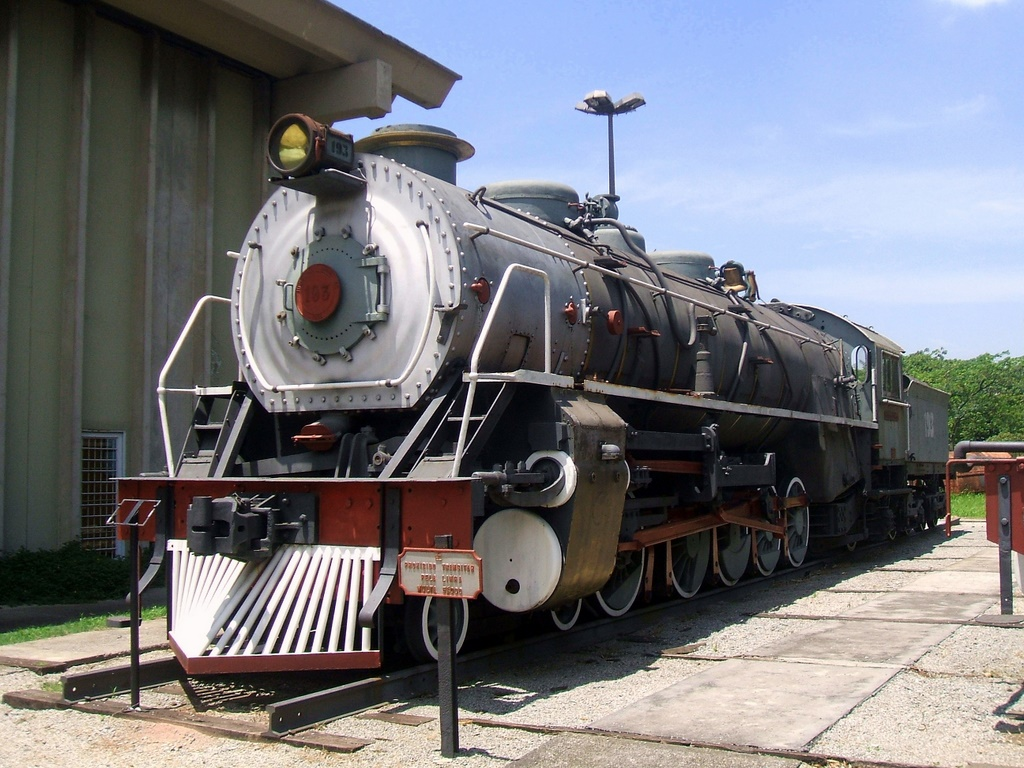
1936년 헨셸에 의해 제조된 증기기관차

헨셸(Henschel & Son, 독일어: Henschel und Sohn)은 카셀에 위치한 독일의 기업으로, 20세기에 기관차, 트럭, 버스, 트롤리버스, 기갑전투차량, 무기 등 교통장비의 제조사로 유명했다.
헨셸(Georg Christian Carl Henschel)은 1810년 카셀에서 공장을 설립했다. 아들 Carl Anton Henschel은 1937년 다른 공장을 설립했다. 1848년, 이 기업은 기관차를 제조하기 시작했다. 이 기업은 20세기에 독일 최대의 기관차 제조사가 되었다.

## 제2차 세계 대전

### 항공
- 헨셸 Hs 117
- 헨셸 Hs 121
- 헨셸 Hs 122
- 헨셸 Hs 123
- 헨셸 Hs 124
- 헨셸 Hs 125
- 헨셸 Hs 126
- 헨셸 Hs 127
- 헨셸 Hs 128
- 헨셸 Hs 129
- 헨셸 Hs 130
- 헨셸 Hs 132
- 헨셸 Hs 135
- 헨셸 Hs 293
- 헨셸 Hs 294
- 헨셸 Hs 295
- 헨셸 Hs 296
- 헨셸 Hs 297
- 헨셸 Hs 298
- 헨셸 Hs P.75
- 헨셸 Hs P.87
- 헨셸 'Zitterrochen'

## 기관차
1세대
- 헨셸 DH 110
- 헨셸 DH 200
- 헨셸 DH 360
- 헨셸 DH 550

2세대
- 헨셸 DH 240
- 헨셸 DH 360
- 헨셸 DH 390
- 헨셸 DH 440
- 헨셸 DH 630
- 헨셸 DH 875
- 헨셸 DHG 630
- 헨셸 DH 500
- 헨셸 DH 500

3세대
- 헨셸 DH 120 B
- 헨셸 DH 180 B
- 헨셸 DH 240 B
- 헨셸 DH 360 B
- 헨셸 DH 500 B
- 헨셸 DH 120 B
- 헨셸 DH 120 B
- 헨셸 DH 120 B
- 헨셸 DH 120 B
- 헨셸 DH 360 Ca
- 헨셸 DH 440 Ca
- 헨셸 DH 500 Ca
- 헨셸 DH 600 Ca
- 헨셸 DH 700 Ci
- 헨셸 DH 360 D
- 헨셸 DH 700 D
- 헨셸 DH 850 D

4세대
- 헨셸 DHG 500 C
- 헨셸 DHG 700 C
- 헨셸 DHG 1000 BB
- 헨셸 DHG 1200 BB

5세대
- 헨셸 DHG 300 B
- 헨셸 DHG 700 C
- 헨셸 DHG 700 C-F
- 헨셸 DHG 800 BB
- 헨셸 DHG 1200 BB

6세대
- 헨셸 DHG 300 B
- 헨셸 DE 500 C

Esslinger
- 헨셸 DHG 160 B
- 헨셸 DHG 200 B
- 헨셸 DHG 240 B
- 헨셸 DHG 275 B
- 헨셸 DHG 330 C

Bundesbahn
- 헨셸-BBC DE2500